# Francisca Ordega
Francisca Ordega, född 19 oktober 1993 i Gboko i Benue, är en fotbollsspelare från Nigeria.
Hon har bland annat spelat VM 2011, VM 2015 och VM 2019 med Nigerias landslag. Hon blev målskytt mot Sverige i 2015 års turnering då hon satte kvitteringen till slutresultatet 3-3.
Ordega spelar för det kinesiska laget Shanghai Shenhua. Hon har tidigare spelat i bland annat damallsvenska Piteå IF, ryska Rossiyanka, australiska Sydney FC och amerikanska Washington Spirit och spanska Atlético Madrid.